# والتوت پلات
والتوت پلات یک مجله خانوادگی ماهانه با مزایای عمومی است که در هلسینکی ، فنلاند منتشر می شود. این نسخه فنلاندی ریدرز دایجست می باشد. 

## تاریخچه و مشخصات
والتون پلات توسط سانوما در سال ۱۹۴۵ رهاسازی شد،   و نخستین شماره در ماه آوریل همان سال انتشار گردید.  الجاس ارکو در بنیانگذاری مجله نقش بسزایی داشت.  ناشر آن اوی والتون پلات است.  این شرکت تا  ماه آوریل ۲۰۱۳ بخشی از شرکت ریدرز دایجست  دفتر مرکزی این مجله در استان هلسینکی می باشد و به صورت ماهانه منتشر می شود. 
والتون پلات از اهمیت های محافظه کارانه و فناوری مدرن پشتیبانی می کند.  در دوره های جنگ سرد به عنوان پنجره ای برای فنلاند به سوی غرب عمل نمود.  این مجله محتوای نشریه اصلی خود، ریدرز دایجست را پوشش می دهد، ولی مطالب آن با نیازها و پیشینه فرهنگی خوانندگان فنلاندی اخذ شده است. 

## تداول
دو شماره نخست از والتون پالت به ترتیب ۵۰,۰۰۰ نسخه و ۷۵,۰۰۰ نسخه فروخته شد. تیراژ این مجله ۱۰۰,۰۰۰ نسخه در سال ۱۹۵۷ بود.
در سال ۲۰۰۷ تیراژ والتون پالت ۲۲۳,۳۰۰ نسخه بود.   تیراژ آن ۱۹۷,۰۰۰ نسخه در سال ۲۰۰۹، ۱۸۷,۴۰۴ نسخه در سال ۲۰۱۰  ۱۷۷,۵۷۸ نسخه در سال ۲۰۱۱ بود. در سال ۲۰۱۲ تیراژ مجله ۱۵۷,۹۷۹ نسخه بود.  تیراژ آن در سال ۲۰۱۳ به ۱۳۱,۶۶۳ نسخه کاهش یافت. 